# Saramandaia (2013)
Saramandaia é uma telenovela brasileira produzida e exibida pela TV Globo de 24 de junho a 27 de setembro de 2013, em 56 capítulos. Foi a 3ª "novela das onze" exibida pela emissora.
É um remake da telenovela homônima, criada e escrita por Dias Gomes e exibida originalmente em 1976. Adaptada por Ricardo Linhares, com colaboração de Nelson Nadotti, Ana Maria Moretzsohn e João Brandão, tendo direção de Natália Grimberg, Adriano Melo, Oscar Francisco e Calvito Leal, sob direção geral de Fabrício Mamberti e Denise Saraceni, também diretora de núcleo.
Contou com as participações de Lilia Cabral, José Mayer, Débora Bloch, Gabriel Braga Nunes, Leandra Leal, Sergio Guizé, Fernanda Montenegro e Tarcísio Meira.

## Sinopse
A história se situa no fictício município de Bole-Bole, que passa por um plebiscito para a mudança do nome. O movimento é encabeçado por duas facções: os tradicionalistas, ou bole-bolenses, liderados pelo ex-prefeito Zico Rosado, seu afilhado Carlito Prata e pelo Professor Aristóbulo, que usam argumentos históricos para manter o nome da cidade; e do outro lado, os mudancistas, ou saramandistas, liderados pelos jovens da cidade, entre elas Zélia Vilar e o vereador João Gibão, que começou com a ideia quando sonhou que a cidade teria que mudar seu nome para Saramandaia, dando início a um novo tempo.
Além da disputa pelo nome da cidade, outras tramas se desenrolam, como a guerra entre as famílias Vilar e Rosado. A primeira tem como patriarca Tibério Vilar, um homem sério, foi um bravo coronel no passado que agora está preso literalmente às raízes que cresceram em seus pés de tanto ele ficar sentado. O que ninguém sabe é que Tibério teve um caso na juventude com a misteriosa Candinha Rosado, matriarca da família rival, que também já foi uma mulher forte que se pôs a frente pelos Rosado, mesmo hoje já estando quase caduca. Zico também esconde um segredo, que teve um intenso relacionamento no passado com Vitória Vila, filha de seu arqui-inimigo, mas, pensando que o relação não podia dar certo, Vitória abandonou Zico para recomeçar sua vida em outro lugar. Zico então acabou se casando com Helena, com quem teve os filhos Zé Mário, já falecido, e Laura, a quem rejeita. Já Vitória, mudou-se para São Paulo, onde casou-se e teve os filhos Tiago, Pedro e Zélia, sendo que estes dois últimos preferiram morar com o avô em Bole-Bole, onde se tornaram mudancistas ferrenhos.
Uma reviravolta acontece quando, depois de trinta anos, Vitória retorna a Bole-Bole com Tiago. Acontece que muita coisa mudou: depois de ser abandonado por Vitória, Zico alimentou um ódio incessante pela família Vilar, e culpou Tibério pela morte de seu primeiro filho Zé Mário. Algo peculiar em Zico é que sempre que ele fica nervoso, costuma pôr formigas pelo nariz, mas parece não se incomodar com isso. Ele também detesta os filhos de Vitória, principalmente pelo fato deles liderarem o movimento para a mudança de nome da cidade. Mas, o que Vitória nunca contou a ninguém é que sua primeira filha Zélia é na verdade fruto de seu relacionamento com Zico, gerando muitos conflitos na trama desde então.
Tudo se complica mais ainda quando Tiago, filho mais novo de Vitória, passa a ter um caso com Stela, neta de Zico Rosado, filha do falecido Zé Mário. Este morreu quando Stela ainda era bebê, e ela também acredita que sua mãe morrera no parto. Mas, tudo muda com a chegada de Risoleta, uma mulher provocante que retorna a Bole-Bole depois de anos para acertar contas com Zico Rosado. Acontece que Risoleta é a verdadeira mãe de Stela, e veio para reaproximar-se dela, depois de ter se arrependido por ter aceitado o dinheiro oferecido por Zico para se afastar de sua filha há muitos anos. Risoleta é dona de uma pensão muito frequentada pelos homens de Bole-Bole, e por isso vive sendo perseguida pelas beatas moralistas da cidade: a implicante Maria Aparadeira, e suas amigas, Fifi e a esganada Dona Redonda, uma mulher enorme que está prestes a explodir de tanto comer. O que Risoleta não esperava é que, paralelamente a isso tudo, se apaixonaria pelo misterioso Professor Aristóbulo, um homem sombrio e muito tradicional, que diz não dormir há mais de dez anos. O que ele esconde de todos é o fato dele se transformar em lobisomem toda noite de quinta para sexta.
João Gibão é um dos líderes dos mudancistas, um moço tímido mas muito sonhador. Uma das características mais peculiares em Gibão é sua excêntrica corcunda nas costas que não revela para ninguém, nem mesmo para sua namorada Marcina, esta filha de Maria Aparadeira e Seu Cazuza, que não aprovam o namoro da filha com o "esquisito". A verdade é que ele possui um belo par de asas nas costas, sendo que sua mãe, Leocádia, é a única que sabe sobre isso, pois nem mesmo seu irmão Lua Viana mantém grandes intimidades com Gibão. Lua é o prefeito de Bole-Bole, mas prefere não aderir a nenhum "partido", e por isso se mantém neutro com a questão da mudança de nome.

### Final da trama
Segundo o resultado do plebiscito, "Saramandaia" vence "Bole-Bole" numa diferença de sete votos, para o desagrado dos bole-bolenses mais tradicionalistas. Além de tudo isso, a cidade é abalada com a explosão de Dona Redonda, que acontece no meio da praça depois que ela descobre sobre as asas de Gibão. Outro acontecimento emblemático ocorre quando o relacionamento de Stela e Tiago é revelado, e as duas famílias se reconciliam, quando Tibério e Candinha enfim se reencontram e se transformam em uma só árvore. Depois que todos descobrem definitivamente o segredo do Professor Aristóbulo, ele passa a ser vítima de preconceito na cidade pelo fato de ser um lobisomem. Mas, depois de passar a noite com Risoleta ele finalmente consegue dormir e inclusive passa a controlar sua transformação. Depois de tantas desavenças, no casamento de Gibão e Marcina inusitadamente Zico Rosado aparece para atirar em Gibão, mas a bala acaba atingindo Marcina. É nesse momento em que Gibão finalmente revela suas asas e salva Marcina, quando sobrevoa a cidade voltando no tempo e impedindo o tiro.
Todos também se impressionam quando nasce o filho de Zélia com Lua, que vem ao mundo com um par de asas parecidas com as de Gibão. Depois de descobrir ser pai de Zélia, Zico rapta o bebê para torná-lo o mais novo herdeiro dos Rosado, mas Vitória se sacrifica para Zico para poupar a vida de seu neto. Zico e Vitória morrem soterrados quando a mansão dos Rosado desaba por causa do imenso formigueiro que se formou nas paredes da casa. Na última cena, João Gibão sobrevoa a cidade representando a liberdade e o início de um novo tempo.

## Elenco
| Intérprete             | Personagem                                       |
| ---------------------- | ------------------------------------------------ |
| Sergio Guizé           | João Evangelista Viana (João Gibão)              |
| Chandelly Braz         | Marcina Moreira                                  |
| José Mayer             | Eurico Rosado (Zico Rosado)                      |
| Lília Cabral           | Vitória Vilar                                    |
| Débora Bloch           | Risoleta Camargo                                 |
| Gabriel Braga Nunes    | Professor Aristóbulo Camargo                     |
| Leandra Leal           | Zélia Vilar                                      |
| Fernanda Montenegro    | Cândida Rosado (Candinha)                        |
| Tarcísio Meira         | Tibério Vilar                                    |
| Marcos Palmeira        | Cazuza Moreira (Zuzu)                            |
| Ana Beatriz Nogueira   | Maria Aparecida Moreira (Maria Aparadeira)       |
| Fernando Belo          | Luís Viana (Lua)                                 |
| Renata Sorrah          | Leocádia Viana                                   |
| Aracy Balabanian       | Eponina Camargo (Dona Pupu)                      |
| Marcos Pasquim         | Carlos Prata (Carlito)                           |
| Lívia de Bueno         | Laura Rosado                                     |
| Thaís Melchior         | Bibiana de Souza (Bia)                           |
| Ângela Figueiredo      | Helena Santa Rosado (Dona Santinha)              |
| Matheus Nachtergaele   | Virgílio de Souza (Seu Encolheu)                 |
| Vera Holtz             | Evangelina de Souza (Dona Redonda)               |
| Vera Holtz             | Bitela de Souza (Dona Bitela)                    |
| André Bankoff          | Pedro Vilar                                      |
| Laura Neiva            | Stela Rosado                                     |
| Pedro Tergolina        | Tiago Vilar                                      |
| Georgiana Góes         | Filomena Cursino (Dona Fifi)                     |
| André Abujamra         | Prudêncio Cursino (Mastro Cursino)               |
| Luiz Henrique Nogueira | Belisário Camargo (apenas uma réplica de cabeça) |
| Maurício Tizumba       | Padre Romeu                                      |
| Theodoro Cochrane      | Delegado Petronílio Amaral                       |
| André Frateschi        | Dr. Antônio Rocha (Dr. Rochinha)                 |
| Zéu Britto             | Tenório Pindaíba (Maestro Totó)                  |
| Val Perré              | Firmino                                          |
| Ilva Niño              | Cleide Neves Tavares                             |
| Dja Marthins           | Maria Das Dores (Das Dores)                      |
| Carolina Bezerra       | Dora                                             |
| Camila Lucciola        | Rosalice                                         |
| Ana Paula Bouzas       | Joana                                            |
| Lady Francisco         | Silmara                                          |
| Diego Cristo           | Vantuil                                          |
| Manoel Pimenta         | Robério                                          |

## Repercussão
- A cena que marcou a novela foi a explosão da dona Redonda (Vera Holtz). A cena foi ao ar no capítulo 44, exibido em 05 de setembro de 2013.
- Mesmo com baixa audiência, era um dos assuntos mais comentados no Twitter.
- A novela foi homenageada no especial Show 50 anos. O cantor Ednardo cantou a música "Pavão Misterioso", tema de João Gibão (Sérgio Guizé) e uma atriz se vestiu de Dona Redonda.
- Manoel Carlos revelou que a novela que mais marcou a TV Globo foi "Saramandaia", ele disse Pela criatividade, humor refinado e oportuno, um retrato do Brasil desde sempre e para sempre. Salpicada de cenas inesquecíveis.

## Produção
Para substituir Gabriela às 23:00 em 2013, a Globo pensou em fazer remake das novelas Saramandaia e Baila comigo. Um remake de Dancin' Days também foi cotado, mas foi descartado por motivos de saúde do autor Gilberto Braga. Saramandaia foi a escolhida para se ter uma nova versão.
Para interpretar o protagonista João Gibão, o primeiro ator cotado foi Wagner Moura. José Mayer também chegou a ser cotado para esse personagem, porém ele foi escalado para viver o personagem Zico Rosado. Sérgio Guizé, até então novato na Globo, ficou com o personagem.
As gravações da novela começaram no dia 2 de abril de 2013, na cidade de Bananal, no interior de São Paulo. Na cidade foram gravadas cenas em algumas fazendas e na vila histórica. Pouco tempo depois, a equipe da novela se deslocou para São Luís, no Maranhão, para gravar cenas nos Lençóis Maranhenses.

### Efeitos visuais
A maioria dos efeitos é feita por meio de computação gráfica. É assim com a transformação do professor Aristóbulo, vivido por Gabriel Braga Nunes, em lobisomem, com as formigas que saem do nariz do fazendeiro Zico Rosado, de José Mayer, com o coração que sai pela boca do farmacêutico Cazuza, interpretado por Marcos Palmeira e as asas de João Gibão (Sérgio Guizé).
"Utilizamos uma tecnologia trazida da Califórnia (EUA). Fizemos uma malha virtual que, com composições 3D, imprime o máximo de realismo possível, sempre casando efeito mecânico com digital", conta Mamberti. Os efeitos são inseridos às cenas rodadas, realizadas pelos atores em fundos verdes. Isso obriga a equipe a trabalhar com antecedência média de duas semanas.
"É tudo virtual, mas tem de ser crível", reforça o diretor geral Fabrício Mamberti. A cena do personagem vivido por Sergio Guizé marca o desfecho da trama, e sua edição foi feita por profissionais da emissora, que desenvolveram a tecnologia a partir de uma parceria com o Institute of Creative Technology, de Los Angeles. "Nós desenvolvemos os softwares. Não há formação universitária para isso. Aqui, somos engenheiros de computação e também há um arquiteto trabalhando conosco", explica Pablo Bioni, do departamento de pesquisa de efeitos visuais.
Em um prédio silencioso, cheio de corredores escuros e em meio ao vai e vem de artistas no Projac, zona oeste do Rio, 14 profissionais dedicaram-se às imagens de "Saramandaia" desde outubro de 2012, oito meses antes de a novela ir ao ar. A primeira etapa foi criar a cidade virtualmente. "Marcamos todos os planos e as posições de câmeras que faríamos. Não poderíamos perder tempo", relembra Mamberti.
No começo de 2013, Vera Holtz, Gabriel Braga Nunes e Sergio Guizé, respectivamente, Dona Redonda, o lobisomem Aristóbulo e João Gibão, foram a Los Angeles e passaram por um scanner, procedimento comum em produções de Hollywood como "O Homem de Aço". Com as imagens dos corpos no s computadores, a equipe do Brasil criou os efeitos sobrepostos nos atores ou totalmente virtuais.
Nas sequências em que Aristóbulo se transforma em lobisomem, por exemplo, parte dos efeitos é feita a partir de imagens do ator. Em seu rosto, foram adicionados pelos, e seus olhos tiveram as cores alteradas. Entretanto, nas cenas em que o personagem se mexe na tela, tudo é feito digitalmente. "Se um efeito não funciona, vou para outro detalhes (da anatomia)", conta Bioni.
Em outras cenas, o elenco atua com poucas peças no cenário e o restante é inserido em 3D. Para a cena do capítulo final, em que a casa de Zico Rosado (José Mayer) desaba, os móveis foram gravados previamente, e o ator entrou num estúdio sem nenhum objeto, com fundo de chroma key (painel que permite que as imagens sejam inseridas posteriormente). Por meio de computação, o teto começará a ruir em meio a uma colagem.
Um dos desafios de pós-produção é o render, etapa em que os computadores processam os efeitos no vídeo. "Tem cena que leva um dia nisso. Temos cem máquinas para fazer o render", entrega Eduardo Halfen, produtor executivo de efeitos visuais.
Segundo Fabrício Mamberti, apesar de toda a movimentação e desenvolvimento de tecnologia, os efeitos são um bom negócios. "É sete vezes mais barato do que gravar em uma locação. Isso amplia o lado criativo", diz.

### Efeitos especiais
Os efeitos especiais de Saramandaia são um show à parte dentro da trama das 11. Para realizar esse espetáculo que encanta o público, a emissora não poupou investimentos. O processo de caracterização dos personagens começou a ser desenvolvido no fim de 2012 e contou com a consultoria do maquiador inglês Mark Coulier, que ganhou o Oscar 2012 por seu trabalho no filme A Dama de Ferro, protagonizado por Meryl Streep. O diretor-geral da novela, Fabrício Mamberti, e a figurinista Gogóia Sampaio, que desvendam os segredos desse universo. "O trabalho do Mark no filme nos impressionou muito, por isso o convidamos. Ele esteve conosco aqui por alguns dias nos prestando consultoria e acompanhando o trabalho da nossa equipe de caracterização e efeitos especiais", contou Gogóia. Além disso, a mesma equipe que cuidou dos efeitos especiais da franquia Harry Potter, foi contratada quase que exclusivamente para o personagem de Gabriel Braga Nunes.

### Tempo e espaço
A fictícia Bole-Bole (posteriormente Saramandaia) não possui localização exata, tendo sido inspirada em pequenos municípios do interior de estados brasileiros em geral. O cenário inclui praias, montes e dunas com pequenas lagoas que lembram os Lençóis Maranhenses; segue o perfil de várias outras cidades fictícias retratadas em telenovelas de Dias Gomes, Aguinaldo Silva e Ricardo Linhares, em sua maioria inspiradas em municípios tradicionais nordestinos. Numa cena do primeiro capítulo da novela, uma placa pode ser vista indicando a direção de Saramandaia junto à de três cidades próximas: "Greenville", "Sucupira" e "Tubiacanga", nomes das ambientações fictícias das novelas A Indomada, O Bem-Amado e Fera Ferida, respectivamente. Uma cidade vizinha chamada "Serro Azul" é frequentemente mencionada pelas personagens.
Da mesma forma que o espaço, o tempo da trama é impreciso; Bole-Bole apresenta um misto de elementos tradicionais e contemporâneos. Estes últimos se manifestam com a presença dos mais recentes aparelhos eletrônicos utilizados pelas personagens, coexistindo com um estilo de arquitetura anacrônico, um dialeto peculiar que mistura arcaísmos e neologismos, e ocupações em desuso nos dias de hoje como a do Professor Aristóbulo, que é diretor de um centro cívico, e a de Maria Aparadeira, que realiza partos em casa. As fazendas Vilar e Rosado possuem aspectos das casas coloniais, enquanto a farmácia de Seu Cazuza lembra as extintas boticas. Velas e candelabros muitas vezes substituem lâmpadas e luminárias nos cenários e estilos góticos como gárgulas e monumentos de pedra com muitos detalhes, e carrancas esculpidas podem ser vistos. A casa de Aristóbulo possui aspectos da arquitetura inglesa, enquanto a pensão de Risoleta tem várias referências a cabarés franceses, pin-ups, e elementos dos anos 1920-50.

### Homenagens e alusões especiais no enredo
Ricardo Linhares decidiu homenagear o autor original Dias Gomes, introduzindo-o dentro da história. Em Bole-Bole, todos eram devotos do padroeiro Santo Dias. Segundo os personagens, ele é quem decide o que acontece ou deixa de acontecer na cidade.
Referências a outras obras também puderam ser notadas na trama. O sotaque dos bole-bolenses, cheio de neologismos e sufixos trocados remetem ao personagem Odorico Paraguaçu, de O Bem-Amado, outra autoria de Dias Gomes. Rosa Palmeirão, referida pela personagem Risoleta como uma cafetina da qual já foi sócia, foi uma personagem da novela Porto dos Milagres, originalmente interpretada por Luiza Tomé. A fictícia cidade de Serro Azul, muitas vezes referida pelos personagens como vizinha de Bole-Bole, também já foi usada da mesma forma nas novelas Pedra Sobre Pedra, Fera Ferida, A Indomada e Meu Bem Querer, escritas por Ricardo Linhares em parceria com Aguinaldo Silva, além de ter sido palco para se ambientar a novela O Sétimo Guardião, produzida cinco anos depois por Silva. Também podem ser percebidos outras referências a cidades de novelas, como Tubiacanga (de Fera Ferida), Greenville (de A Indomada) e Sucupira (de O Bem-Amado).

### Classificação indicativa
Seguindo o padrão do horário, a novela estreou classificada como inadequada para menores de 16 anos, por apresentar linguagem obscena e cenas de nudez. Porém, a partir de agosto de 2013, foi reclassificada como inadequada para menores de 14 anos, por ter sido considerada uma trama mais leve e com poucas cenas impróprias, se comparada com as antecessoras O Astro e Gabriela.

## Audiência
| Horário           | # Eps. | Estreia             | Estreia           | Final                  | Final           | Posição | Temporada | Classificação geral |
| Horário           | # Eps. | Data                | Primeiro capítulo | Data                   | Último capítulo | Posição | Temporada | Classificação geral |
| ----------------- | ------ | ------------------- | ----------------- | ---------------------- | --------------- | ------- | --------- | ------------------- |
| Terça—Sexta 23:15 | 56     | 24 de junho de 2013 | 27                | 27 de setembro de 2013 | 18              | #1      | 2013      | 15                  |

A estreia da telenovela, que aconteceu no dia 24 de junho, obteve média de 27 pontos de audiência, com pico de 31 pontos, inferior a audiência de suas antecessoras Gabriela e o Astro, que no capítulo de estreia marcaram 30 e 28 pontos respectivamente.
Seu recorde negativo foi de 10 pontos registrado no dia 31 de julho de 2013.
Bateu recorde de audiência no dia 5 de setembro de 2013, quando alcançou 18 pontos. Neste dia foi exibida a cena da explosão de Dona Redonda.
Em seu último capítulo registrou média de 18 pontos e 44% de share.
Teve média geral de 15 pontos, inferior a sua antecessora Gabriela que teve média de 19 pontos.

## Exibição

### Outras mídias
Em 2015, é lançada pela Globo Marcas em DVD.
Em 18 de setembro de 2023, foi disponibilizada pelo Globoplay como parte do Projeto Originalidade, com a atualização para o formato de exibição original; com o formato de imagem restaurado em Full HD, além de aberturas, vinhetas de intervalo e encerramento originais.

## Trilha sonora

### Nacional
CAPA :  Sergio Guizé
| N.º | Título                      | Música                                               | Personagem            | Duração |  |
| 1.  | "A Cor do Desejo"           | Ney Matogrosso                                       | Vitória e Zico        |         |  |
| 2.  | "Adoração"                  | Felipe Catto                                         | Marcina e Gibão       |         |  |
| 3.  | "Enquanto Penso Nela"       | Zélia Duncan                                         |                       |         |  |
| 4.  | "Lindo Lago do Amor"        | Adriana Calcanhotto                                  | Stela e Tiago         |         |  |
| 5.  | "O Tempo Soa"               | Qinho                                                |                       |         |  |
| 6.  | "Pavão Misterioso"          | Ednardo                                              | João Gibão            |         |  |
| 7.  | "Se Não For Amor, Eu Cegue" | Lenine                                               | Risoleta e Aristobulo |         |  |
| 8.  | "Jeca Total"                | Gilberto Gil                                         | Geral                 |         |  |
| 9.  | "Chão, Pó, Poeira"          | Gonzaguinha                                          | Locação: Bole-Bole    |         |  |
| 10. | "Capim Novo"                | Luiz Gonzaga                                         |                       |         |  |
| 11. | "O Ciúme"                   | Denny & Dino                                         | Zélia e Lua           |         |  |
| 12. | "Imaginação"                | André Abujamra                                       | Candinha e Tibério    |         |  |
| 13. | "Saramandaia"               | Sérgio Saraceni, Rodrigo Shá, Zé Canuto & Tim Malick | Abertura              |         |  |
| 14. | "Xâmego"                    | Fafá de Belém                                        |                       |         |  |
| 15. | "Bole-Bole"                 | Péricles                                             | Cidade de Bole-Bole   |         |  |
| 16. | "Tempo"                     | Rey Biannchi                                         |                       |         |  |

## Prêmios e indicações
| Ano  | Prêmio                    | Categoria                | Indicação            | Resultado | Ref           |
| ---- | ------------------------- | ------------------------ | -------------------- | --------- | ------------- |
| 2013 | Prêmio Extra de Televisão | Melhor Novela            | Ricardo Linhares     | Indicado  | [ 25 ] [ 26 ] |
| 2013 | Prêmio Extra de Televisão | Melhor Ator Revelação    | Sérgio Guizé         | Indicado  | [ 25 ]        |
| 2013 | Prêmio Extra de Televisão | Melhor Figurino          | Gogoia Sampaio       | Indicado  | [ 25 ]        |
| 2013 | Prêmio Extra de Televisão | Melhor Maquiagem         | Maxwell Pinheiro     | Venceu    | [ 25 ]        |
| 2013 | Prêmio Quem de Televisão  | Melhor Ator              | Gabriel Braga Nunes  | Indicado  | [ 27 ]        |
| 2013 | Prêmio Quem de Televisão  | Melhor Ator              | Sérgio Guizé         | Indicado  | [ 27 ]        |
| 2013 | Prêmio Quem de Televisão  | Melhor Atriz             | Débora Bloch         | Indicado  | [ 27 ]        |
| 2013 | Prêmio Quem de Televisão  | Melhor Ator Coadjuvante  | Matheus Nachtergaele | Indicado  | [ 27 ]        |
| 2013 | Prêmio Quem de Televisão  | Melhor Atriz Coadjuvante | Chandelly Braz       | Indicado  | [ 27 ]        |
| 2013 | Prêmio Quem de Televisão  | Melhor Atriz Coadjuvante | Vera Holtz           | Indicado  | [ 27 ]        |
| 2013 | Prêmio Quem de Televisão  | Melhor Autor de Novela   | Ricardo Linhares     | Indicado  | [ 27 ]        |
| 2013 | Melhores do Ano           | Melhor Ator Revelação    | Sérgio Guizé         | Indicado  | [ 28 ]        |